# Taquarussu
Taquarussu, amtlich Município de Taquarussu, ist eine Stadt im brasilianischen Bundesstaat Mato Grosso do Sul in der Mesoregion Ost in der Mikroregion Nova Andradina.

## Geografie

### Lage
Die Stadt liegt 333 km von der Hauptstadt des Bundesstaates (Campo Grande) und 1160 km von der Landeshauptstadt (Brasília) entfernt. Nachbarstädte sind Batayporã, Nova Andradina, Novo Horizonte do Sul, Jateí und Naviraí.

### Gewässer
Die Stadt liegt im Becken des  Rio Pardo, der in den Rio Paraná fließt, der zum Flusssystem des Río de la Plata gehört.

### Vegetation
Das Gebiet ist ein Teil der Cerrados (Savanne Zentralbrasiliens).

### Klima
In der Stadt herrscht Tropisches Klima (Aw). Die mittlere Temperatur des kältesten Monats liegt zwischen 15 °C and 20 °C. Die Trockenzeit dauert 4 bis 5 Monate. Im Jahr fallen zwischen 1200 und 1500 mm Niederschläge.

## Verkehr
Die Landesstraße MS-473 führt zur Stadt.

## Durchschnittseinkommen und HDI
Das Durchschnittseinkommen lag 2011 bei 21.963Real, der Index der menschlichen Entwicklung (HDI) bei 0,651.